# 宋玉桂
宋玉桂（1901年7月—1935年），山东莱阳人，中国共产党莱阳地区早期领导人。

## 生平
1930年，加入中国共产党，他利用习武教拳，从事革命活动。先后在海阳县鸿沟、夏泽一带工作过。为了保护胶东八县的特委书记张静源，他除掉了反动分子王升山，推动革命工作。张静源回莱阳后，按照北方局命令在水口村成立中共莱阳中心县委，张静源任书记，宋玉桂担任委员。1934年，莱阳党组织被叛徒贾佩钦出卖，共产党员被到处缉捕，玉桂经组织批准暂时离开本地，去东北进行革命活动。1935年，组织决定其去苏联学习。当走到孙武县，由于敌人封锁过严，不能过江，他就地住下，后不幸被捕遇害。